# Bílá krvinka

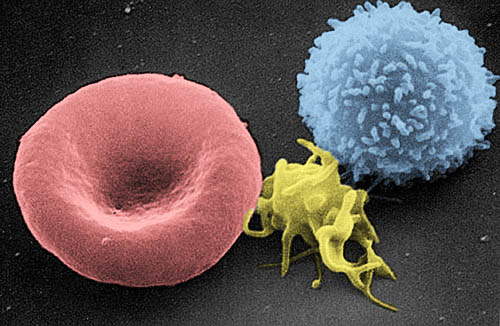
Zleva: Červená krvinka, krevní destička a bílá krvinka (kolorovaná mikrofotografie)

Bílá krvinka či leukocyt je krevní buňka mnohých živočichů, která se obvykle podílí na fungování imunitního systému. Bílé krvinky zpravidla mají schopnost bojovat proti virům, bakteriím a jiným patogenům či částicím, ale i nádorovým buňkám a vůbec všem organismu cizím materiálům.
Existuje mnoho typů bílých krvinek. U většiny živočichů se vyskytují zejména tzv. fagocytární (pohlcující) buňky, schopné jednoduchých a nespecifických způsobů obrany proti choroboplodným zárodkům. U člověka k této nespecifické obraně patří například makrofágy nebo neutrofily. U většiny obratlovců se vyskytuje i druhý typ bílých krvinek, a to tzv. lymfocyty, které vyvíjí rafinovanější metody vyhledání a usmrcení patogenních organizmů či nádorových buněk. V lidské krvi je asi 7,4×109 bílých krvinek na litr krve, tedy mnohem méně než červených krvinek; zrají především v kostní dřeni, ale dále také v brzlíku i jinde. Pokud bílé krvinky nefungují tak, jak mají, může to vyvolat vážná onemocnění spadající do kategorie autoimunity či imunitní nedostatečnosti, dožívají se několik dní až rok.

## Evoluce

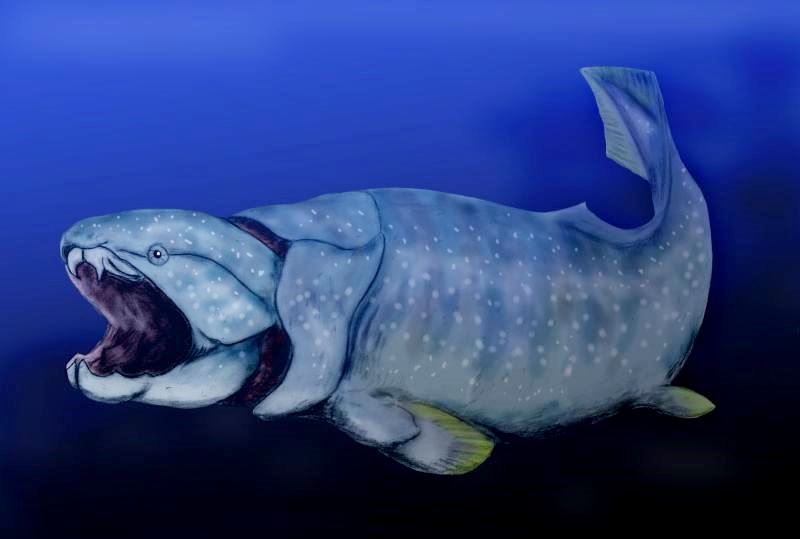
Fagocytární buňky má mnoho různých živočichů, ale pravé lymfocyty představující specifickou (adaptivní) imunitu se vyvinuly zřejmě až u čelistnatců, jako je tento vyhynulý pancířnatec rodu Dunkleosteus

Imunita se rozvíjela v rámci živočišné říše velice pozvolna a i organizmy, které nemají imunitní buňky, mají do jisté míry rozvinutý imunitní systém schopný rozlišovat cizí od svého. Imunita zprostředkovaná buňkami však na druhou stranu není vlastnost vyhrazená pouze člověku; s bílými krvinkami se setkáváme nejen u všech obratlovců, ale i u mnohých bezobratlých živočichů. Ale i u primitivních organizmů, jako jsou améby, byly odhaleny zvláštní buňky pohybující se uvnitř masy améboidních buněk a odstraňující patogenní bakterie. Nejčastěji se bílé krvinky u bezobratlých omezují na fagocytující buňky, které se pohybují uvnitř těla živočichů, v cévách či tkáních, a zajišťují tzv. nespecifickou (vrozenou) imunitu. V tom představují předky lidských makrofágů. Byly nalezeny u většiny živočichů, od primitivních houbovců, přes hmyz až k obratlovcům.
Z tohoto přehledu je tedy jasné, že kořeny nespecifické buněčné imunity se dají vystopovat hluboko do historie živočišné říše. Co se týče tzv. specifické čili adaptivní imunity, která je představována především T-lymfocyty a B-lymfocyty, tam je situace poněkud odlišná. Nepochybně spolupracuje s imunitou vrozenou a má s ní mnoho společných rysů. Obecně se uvádí, že se poprvé vyvinula u nejstarších čelistnatých obratlovců: všichni čelistnatci (Gnathostomata), tedy obratlovci bez mihulí a sliznatek, mají podobné T-buněčné a B-buněčné receptory, MHC komplexy, ale probíhá u nich i unikátní jev označovaný V(D)J rekombinace. Situace u mihulí a sliznatek je poněkud nejasná, zvláště proto, že buňky nerozeznatelné od lymfocytů u nich jsou opakovaně nalézány, a navíc se objevují studie, které popisují určitý způsob rekombinace genů pro povrchové struktury, odlišný od V(D)J rekombinace. Zřejmě však nemají zmíněné TCR, BCR a MHC komplexy.

## Stavba buněk

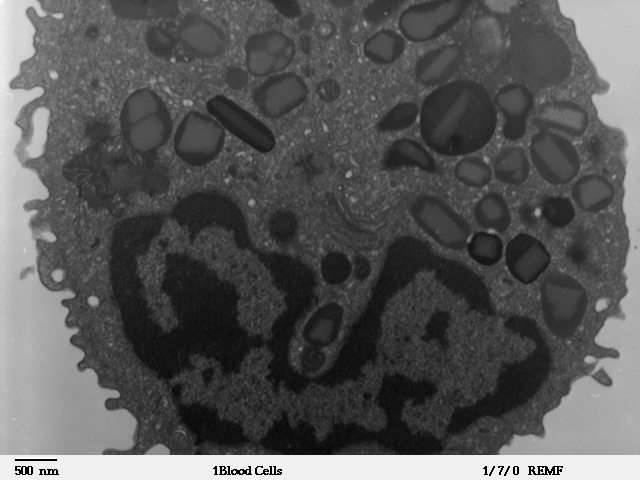
Mikrofotografie bílé krvinky známé jako eosinofil, pořízená transmisním elektronovým mikroskopem. Patrné jsou kulovité váčky (granula) obsahující uvnitř světlý krystaloidový vnitřek; buněčné jádro je dvoulaločné a umístěné v spodní části buňky

Bílá krvinka čili leukocyt je vlastně sběrný termín popisující původně ty krevní buňky, které mají ve srovnání s červenými krvinkami světlejší barvu. Bílých krvinek známe mnoho druhů, jednotlivé typy se od sebe liší velikostí, tvarem jádra, vývojem i způsobem, jakým se podílejí na obraně organismu. Všechny ale mají několik společných znaků.
Bílé krvinky jsou plnohodnotné a vcelku typické eukaryotické buňky. Ačkoliv všechny mají stejný původ z hematopoetické kmenové buňky, například monocyty dosahují rozměrů někdy až 30 mikrometrů, zatímco třeba některé lymfocyty mohou mít v průměru pouhých 6 mikrometrů. Bílé krvinky známé jako granulocyty mají obvykle jádro nepravidelného tvaru. Mladé nezralé granulocyty bývají tyčkovitého a různě pokřiveného tvaru. Dospělé granulocyty ve stadiu zralosti jsou laločnaté či dokonce segmentované (dělené na několik často propojených segmentů). Konkrétně například eosinofilní granulocyty mívají jádra dvoulaločnatá, neutrofily mají jádra mnoholaločnatá, jádra monocytů jsou obvykle jednolaločnatá či ledvinitá, a podobně. Naopak jádra lymfocytů, tedy malých bílých krvinek řazených mezi tzv. agranulocyty, jsou přibližně kulovitá a zabírají většinu cytoplazmy.
V textu se již objevily termíny granulocyt a agranulocyt. Dalším rysem mnoha bílých krvinek totiž jsou tzv. granula, čili vnitrobuněčné váčky ohraničené membránou. Granulocyty granula mají, agranulocyty jich mají málo nebo je nemají vůbec. Podle toho, jak se granula jednotlivých granulocytů barví, se rozlišují bazofily (barví se modře zásaditou methylenovou modří), eosinofily (barví se červeně kyselými barvivy – eosinem) a neutrofily (barví se oběma typy barviv fialově). Granula však mají například i makrofágy. Co se týče ostatních organel, bílé krvinky mají podobnou výbavu jako ostatní buňky živočišných těl. Udává se, že některé malé lymfocyty mají zakrnělé endoplazmatické retikulum a Golgiho aparát a pouze několik málo mitochondrií, ale na druhou stranu mívají mnoho ribozomů. Makrofágy a monocyty naopak mají velké množství lysozomů účastnících se v buněčném trávení, hodně mitochondrií, stejně jako silně rozvinuté endoplazmatické retikulum a Golgiho aparát.

## Funkce
Všechny bílé krvinky hrají roli ve vytváření imunitního systému, který zajišťuje imunitu, tedy obranyschopnost živočichů proti různým negativním elementům prostředí, jako jsou patogenní organizmy či nádorové buňky. Bílé krvinky jsou v mnohých případech pohyblivé buňky a na podložce jsou schopné améboidního pohybu. Mají schopnost přilnout k různým povrchům nebo třeba opustit krevní řečiště a vycestovat do okolní tkáně (proces diapedézy leukocytů).
Tzv. buněčná imunita se vyskytuje u různých bezobratlých či obratlovců v různých obměnách a může se projevovat jako fagocytóza (pohlcení a strávení) cizorodých částic, enkapsulace (uzavření patogenu do váčku, určité uzliny a podobně), cytotoxické účinky bílých krvinek (v podstatě usmrcení jiné buňky), srážení krve nebo hemolymfy, a mnohé další. U člověka a mnohých dalších obratlovců se dá imunitní systém obecně podle funkce rozdělit na vrozenou a specifickou obranu. V obou hrají svou roli bílé krvinky. Ve vrozené imunitě se uplatňují všechny druhy granulocytů a navíc NK buňky; adaptivní (specifická) imunita je doménou lymfocytů. Vrozená imunita se soustředí na náhodné vyhledávání patogenů v těle, aktivace tzv. komplementu, odstraňování nalezených patogenů (např. fagocytózou) a v neposlední řadě je vrozená imunita schopna na svých MHC komplexech „vystavovat“ antigen a tím aktivovat lymfocyty (specifickou imunitu). Specifická čili adaptivní imunita se pokouší o propracovanější způsob boje proti patogenům a nádorovým buňkám, a to několika způsoby. Předně rozeznává antigeny na MHC komplexech; dále vyvíjí metody „ušité na míru“ proti konkrétní bakterii či viru; a konečně, je také schopná tzv. imunologické paměti pro případ, že by se nákaza opakovala.

## Parametry

### Počet
Bílé krvinky jsou stálou součástí krve, ale jejich množství poměrně výrazně kolísá. V 1 mm3 (1 mikrolitr) se u zdravého dospělého člověka pohybuje přibližně od 4 500 do 10 000 bílých krvinek bez ohledu na jejich konkrétní typ. Průměrný počet bílých krvinek na jeden mikrolitr krve se u člověka uvádí 7 400 na 1 mm3, tedy 7,4×109 na litr krve. Z celkového objemu lidské krve (cca 4,5 litru) zaujímají bílé krvinky pouhé 1%, zatímco červené krvinky představují asi 45%. Koncentrace bílých krvinek však je poměrně proměnlivá, mnohem více než počet červených krvinek. Je ovlivněna denní dobou (ráno méně, odpoledne více), fyzickou aktivitou (počty stoupají po fyzickém výkonu), ale více bílých krvinek v těle je i během horkého počasí, za intenzívního slunečního záření, při sníženém množství kyslíku v ovzduší, a podobně. Pohlaví má minimální vliv.
U ostatních živočichů jsou samozřejmě počty velice odlišné. Ptáci mají v krvi poněkud vyšší koncentraci leukocytů: například u bažanta obecného bylo zjištěno v jednom mm3 asi 8 000–24 000 leukocytů (nižší hranice v březnu, vyšší hranice v listopadu). U papoušků se udává průměrně 5000–15 000 buněk/mm3, ale u větších druhů byly zaznamenány hodnoty blížící se 25 000. V krvi želvy tereky velké (Podocnemis expansa) je ve stejném objemu pouhých jen asi 6000–9000 bílých krvinek. Pro zajímavost je ještě možné uvést rybu hrdložábříka bílého (Monopterus albus), jenž má v 1 mm3 12 000–17 000 bílých krvinek. Počet bílých krvinek zjevně neodpovídá žádným jednoduchým pravidlům.

### Diferenciální rozpočet leukocytů

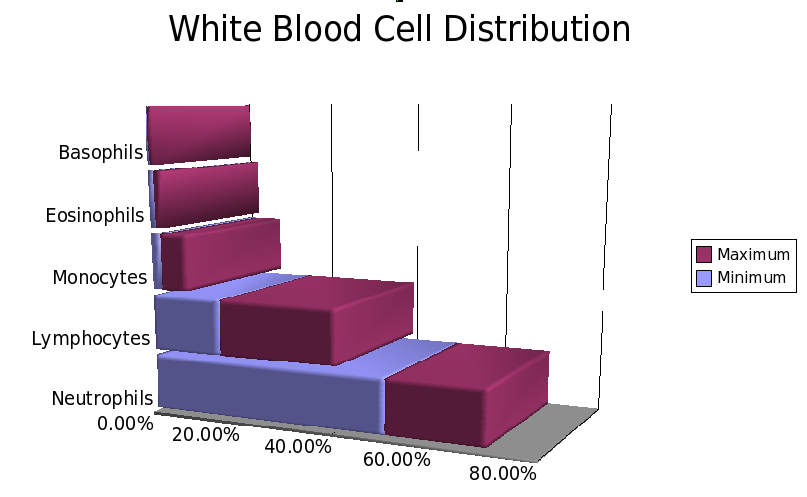
Zastoupení jednotlivých typů bílých krvinek v krvi (u člověka)

Zjištění přesného zastoupení jednotlivých typů leukocytů v krvi (tzv. diferenciální rozpočet leukocytů, často jen diferenciál) je mnohdy důležité pro stanovení diagnózy, neboť změněné poměry mohou být příznakem infekčních onemocnění (tyfus[nepřesný odkaz], AIDS a mnoho dalších). Opět jsou významné rozdíly napříč živočišnou říší, níže je uveden diferenciální rozpočet pro člověka v porovnání s podobnou statistikou pro kapra obecného a pro bažanta obecného. U člověka je evidentně v krvi nejvíce neutrofilů (tvoří až 2/3 všech bílých krvinek), na druhém místě jsou různé druhy lymfocytů. Ostatní leukocyty ve srovnání s těmito dvěma buněčnými typy jsou spíše vzácné.
| Druh leukocytů      | člověk (%) | kapr obecný, ♀ (%) | bažant obecný (%, v září) |
| neutrofil/heterofil | 57–67      | 15,5               | 26,1                      |
| eosinofil           | 1–3        | 1,9                | 1,6                       |
| bazofil             | 0–1        | ?                  | 3,2                       |
| lymfocyt            | 24–40      | 81,5               | 66,1                      |
| monocyt             | 3–8        | 2,4                | 3,0                       |

## Tvorba

V procesu tvorby krve vzniká velké množství různých buněčných typů, velká část z nich se řadí mezi bílé krvinky

Leukopoéza, tedy tvorba bílých krvinek v těle, je nezbytná k udržení stabilního počtu imunitních buněk v těle. Je zpravidla součástí širšího procesu krvetvorby. V některé části těla živočicha se totiž zpravidla nachází zásoba kmenových buněk, které se pravidelně dělí a část jejich potomstva se specializuje (diferencuje) na určitý buněčný typ krevních buněk, jako jsou červené krvinky, krevní destičky nebo právě bílé krvinky. U nejjednodušších živočichů je místo leukopoézy v těle stále neznámé a například u houbovců je vznik amébocytů zahalen nejistotou. Zřejmě neprobíhá na nějakém konkrétním místě těla. U živočichů s výraznějším členěním na orgány se však již vznik bílých krvinek soustřeďuje do jednoho místa: coelomocyty kroužkovců vznikají například v určité ohraničené části coelomu, jako například na hrudní a laterální straně pobřišnice v hrudních segmentech. U hlavonožců pro změnu vznikají fagocytární buňky v bílých tělískách za očima. U hmyzu je míst tvorby bílých krvinek buď více, nebo probíhá leukopoéza přímo v lymfě nepřetržitým dělením buněk. Pláštěnci (Urochordata), tedy bezprostřední příbuzní obratlovců, mají již jisté „mízní uzliny“ ve stěně hltanu a na jiných místech těla, u kopinatců se však vše odehrává ve stěně coelomu.
U člověka a ostatních obratlovců je situace složitější, vzhledem k tomu, že se u nich objevuje mnohem širší repertoár bílých krvinek, než jen fagocytární buňky. Z pochopitelných důvodů je v centru zájmu tvorba bílých krvinek (leukopoéza) u člověka, odehrávající se především v kostní dřeni a v brzlíku. To je však velmi podobné situaci u ostatních obratlovců a zejména savců. Jednou z výjimek jsou ptáci, u nichž probíhá část leukopoézy (konkrétně zrání B-lymfocytů) v tzv. Fabriciově burze a nikoliv v kostní dřeni.
Z počátku je vznik bílých krvinek u člověka těsně svázán s tvorbou ostatních buněčných součástí krve, jako jsou červené krvinky a krevní destičky. Všechny tři typy krevních elementů vznikají z jednoho druhu kmenových (či někdy spíše progenitorových) buněk, označovaných termínem hematopoetická kmenová buňka a nacházejících se v kostní dřeni. Tyto buňky mají schopnost pluripotence, neboť dávají vzniknout několika buněčným typům. Tyto kmenové buňky se mnohonásobně dělí a některé z nich se diferencují na konkrétní typy krevních elementů. Vznikají dva hlavní typy krevních progenitorových buněk:
- myeloidní progenitor – dává vzniknout především granulocytům (eosinofil, bazofil, neutrofil), makrofágům a dendritickým buňkám (mimo to však také žírným buňkám, megakaryocytům a erytroblastům, které se však obvykle neřadí k bílým krvinkám)
- lymfoidní progenitor – vznikají z něj T-lymfocyty, B-lymfocyty a všechny jejich podskupiny, a dále NK buňky. T-lymfocyty však nedozrávají v kostní dřeni, ale putují do brzlíku, kde tzv. dospívají. B-lymfocyty dospívají přímo v kostní dřeni nebo v tzv. Peyerových plátech ve střevě.[11]

## Rozdělení
V cytoplazmě některých typů bílých krvinek byla nalezena tzv. specifická granula. Podle přítomnosti nebo absence těchto granul se bílé krvinky rozdělují na:
- granulocyty: V cytoplazmě obsahují specifická granula. Mají polymorfní jádro, někdy se proto nazývají polymorfonukleární leukocyty. Podle barvitelnosti těchto granul (dle Pappenheima nebo Giemsa-Romakowski) se dále dělí na eosinofilní granulocyty, basofilní granulocyty a neutrofilní granulocyty.
- agranulocyty: Neobsahují v cytoplazmě specifická granula. To ale neznamená, že neobsahují žádná granula. Azurofilní granula, která byla nalezena v cytoplazmě agranulocytů, odpovídají funkcí lyzosomům. Agranulocyty nemají segmentované jádro, jejich cytoplazma se barví basofilně (zásaditými barvivy, hematoxylinem modře). Patří k nim lymfocyty (vč. NK buněk), monocyty a makrofágy.

### Přehled bílých krvinek člověka
| Typ               | Vzhled            | Diagram           | Přibliž. % zastoupení u dospělých | Průměr (μm)    | Funkce | Typ jádra                          | Granula                                | Doba života buňky                              |
| ----------------- | ----------------- | ----------------- | --------------------------------- | -------------- | --- | ---------------------------------- | -------------------------------------- | ---------------------------------------------- |
| Neutrofil         | Neutrofil         | Neutrofil         | 54–62%                            | 10–12          | - bakterie - houby | mnoholaločnaté                     | jemná, světle růžová pomocí barvení HE | 6 hodin (ale déle v slezině a dalších tkáních) |
| Eosinofil         |                   | Eosinofil         | 1–6%                              | 10–12          | - Paraziti - Alergická reakce | dvoulaločnaté                      | růžovočervená pomocí barvení HE        | 8–12 dní (v oběhu však několik hodin)          |
| Bazofil           | Bazofil           | Bazofil           | <1%                               | 12–15          | - Alergická reakce | dvou- či trojlaločnaté             | velká modrá                            | Hodiny až dny                                  |
| Lymfocyt          | Lymfocyt          | Lymfocyt          | 25–33%                            | 7–8            | - B-lymfocyt: různé patogeny - T-lymfocyt: - CD4+ (pomocné): vystavují peptidy z rozložených patogenních bakterií na MHC II - CD8+ (cytotoxické): virem infikované a nádorové buňky - γδ T-lymfocyty - NK buňka: virem infikované a nádorové buňky | silně barvitelné, mimo střed buňky | přítomna u NK buněk a CD8+ T buněk     | týdny až roky                                  |
| Monocyt           |                   | Monocyt           | 2–8%                              | 14–17          | Migruje z krve do dalších tkání a diferencuje se na makrofágy či dendritické buňky | ledvinovité                        | žádná                                  | hodiny až dny                                  |
| Makrofág          | Makrofág          | Makrofág          |                                   | 21 (u člověka) | Fagocytóza zbytků buněk a patogenů a stimulace lymfocytů či dalších buněk |                                    | žádná                                  | aktivní v řádu dnů nedospělé měsíce i roky     |
| Dendritická buňka | Dendritická buňka | Dendritická buňka |                                   | 7              | Antigen prezentující buňka (APC) aktivuje T-lymfocyty |                                    | žádná                                  | podobně jako makrofág                          |

## Onemocnění
S bílými krvinkami je úzce svázáno několik onemocnění, nejlépe jsou tyto poruchy prostudovány u hospodářských zvířat a samozřejmě u člověka. V tomto ohledu se běžně používá několik termínů. Leukopenie popisuje stav, kdy dojde k poklesu počtu bílých krvinek v těle. Obvykle dojde k poklesu jen určité skupiny bílých krvinek – z tomu se používají termíny jako lymfocytopenie (málo lymfocytů), neutropenie (málo neutrofilů), eosinopenie (málo eosinofilů) či basopenie (málo basofilů). Opačný problém je leukocytóza, při níž je v krvi přítomno zvýšené množství bílých krvinek: opět se rozlišuje lymfocytóza, neutrofilie, eosinofilie a basofilie. Leukostáze je koagulace bílých krvinek. Leukemie je souhrnné označení pro několik akutních a chronických nádorových onemocnění, které vznikají rakovinným bujením tkáně, z níž vznikají bílé krvinky.